# Личи
Ли́чи кита́йское, или личжи́ китайские (лат. Lítchi chinénsis, кит. 荔枝, пиньинь lìzhī, палл. личжи́) — плодовое дерево семейства Сапиндовых, которое возделывается на юго-востоке Китая (Гуандун, Фуцзянь) как минимум с XI века. Варианты написания: «лиджи», «лайси», «лиси», «китайская слива».
Высокое вечнозеленое дерево, личжи приносит маленькие мясистые плоды. Внешняя сторона плода розово-красная, грубо текстурированная и несъедобная, покрывает сладкую мякоть, которую включают во многие десертные блюда. Основным производителем личжи является Китай, за ним следуют Индия, страны Юго-Восточной Азии и Южная Африка.

## Ботаническое описание
Вечнозелёное дерево с раскидистой кроной, которое часто имеет высоту менее 15 м, а иногда достигает 28 м высотой.
Листья сложные, парноперистые (реже бывают непарноперистыми), состоят из четырёх—восьми листочков вытянуто-яйцевидной или ланцетовидной формы с заострённым концом длиной от 12,5 до 20 см. Листовая пластинка цельнокрайная, сверху блестящая, тёмно-зелёная, снизу серовато-зелёная.
Цветки без лепестков, с желтоватой или зеленоватой чашечкой, собраны в пышные метёлки длиной до 70 см. Однако из этих многочисленных цветков соцветия развивается лишь 3‒15 плодов, остальные осыпаются.
Плоды овальные, длиной 2,5‒4 см, весом около 20 г. Кожура их розово-красного цвета, покрыта многочисленными остроконечными бугорками, легко отделяется от мякоти, несъедобна. Светлая желеобразная водянистая мякоть обладает сладким вкусом с небольшим винным оттенком. По вкусу личи напоминает смесь винограда с клубникой луговой, недоспелые немного вяжущие. В центре плода располагается тёмно-коричневая косточка овальной формы. В субтропиках урожай личи собирают в мае и июне. Аромат фрукта теряется в процессе консервирования, поэтому его обычно едят в свежем виде.
| |  |  |  |  |
| Слева направо: 1 — соцветие; 2 — листья; 3 — ветки с плодами; 4 — плод цельный, с частично снятой кожурой, с частично удалённой мякотью, семена; 5 — семена |  |  |  |  |

## История
Древние китайцы употребляли личи в пищу уже во II веке до н. э. В третьем цзюане древнекитайских «Записок о Западной столице» Гэ Хуна рассказывается, как вэй То преподнёс Лю Бану в качестве дара акулу и личжи. Существует легенда, что китайский император У Ди, разгневанный неудачной попыткой ввести это растение родом из Южного Китая в культуру в Северном Китае, казнил всех своих садовников.
Постепенно это растение стали культивировать и в соседних странах. Сейчас личжи — один из самых популярных фруктов Юго-Восточной Азии.
Первое европейское упоминание личжи датируется серединой XVII века. Хуан Гонсалес де Мендоса, благодаря которому личжи стали называть «китайской сливой», писал, что этот фрукт «напоминает сливу, которая никогда не обременяет желудок и может поедаться в огромном количестве».
В загадке, загадываемой на день рождения в китайском классическом романе XVIII века «Сон в красном тереме» (гл. 22), плод личжи сравнивается с телом мартышки: «Мартышек легкие тела // на кончиках ветвей» (кит. трад. 猴子身輕站樹梢, упр. 猴子身轻站树梢).

## Использование
Плоды личжи используют в пищу в свежем виде, готовят из них различные сладкие блюда (желе, мороженое и др.). Консервированные с сахаром плоды без кожуры и косточек экспортируются во многие страны. Плоды используются даже для производства традиционного китайского вина.
Плоды иногда сушат целиком, кожура при этом становится твёрдой, а внутри свободно перекатывается сухая мякоть с косточкой. Такие сушёные плоды называют орехом личжи.
В личжи содержится много углеводов, пектиновые вещества, калий, магний и витамин C. Однако главное — очень высокое содержание никотиновой кислоты — витамина РР, который активно препятствует развитию атеросклероза.
Известны случаи массового отравления детей при употреблении на голодный желудок относительно больших количеств незрелых плодов личжи. Незрелые плоды содержат гипоглицин и метиленциклопропилглицин, которые снижают в организме глюконеогенез, вследствие чего происходит снижение уровня глюкозы в крови и при низком изначальном его уровне в крови приводит к гипогликемической коме с последующим летальным исходом, если своевременно не оказана помощь.

## Использование в медицине
- Умеренное употребление личи помогает при кашле.
- Регулярное употребление в пищу помогает укрепить стенки сосудов, снизить уровень холестерина и сахара в крови, тем самым снижается риск атеросклероза, инфаркта, инсульта и диабета.
- Клетчатка и пектин нормализуют работу ЖКТ, предупреждают запоры и диарею, нейтрализуют воспалительные процессы. Особенно полезен для желающих снизить вес — плоды надолго насыщают и при этом не содержат жиров.
- Удаляет лишнюю жидкость из организма, стимулирует работу печени и почек, помогает быстрее вывести токсины после отравления или во время похмелья.
- Повышает гемоглобин в крови, насыщает её кислородом, укрепляет иммунитет.
- Благодаря антиоксидантам снижает риск развития новообразований.
- Позволяет легче перенести стресс, умственные и физические нагрузки.
- Положительно влияет на обмен веществ, либидо и репродуктивную систему.
- Поможет сделать кожу гладкой и упругой, а волосы и ногти — крепкими и блестящими.
- При простудных заболеваниях ввод в рацион позволит легче выводить мокроту при кашле.
- Быстро утоляет жажду.
- Укрепляет мышцы и кости[13].

В Китае семена личжи используют как болеутоляющее, а также их прописывают при невралгии и орхите.

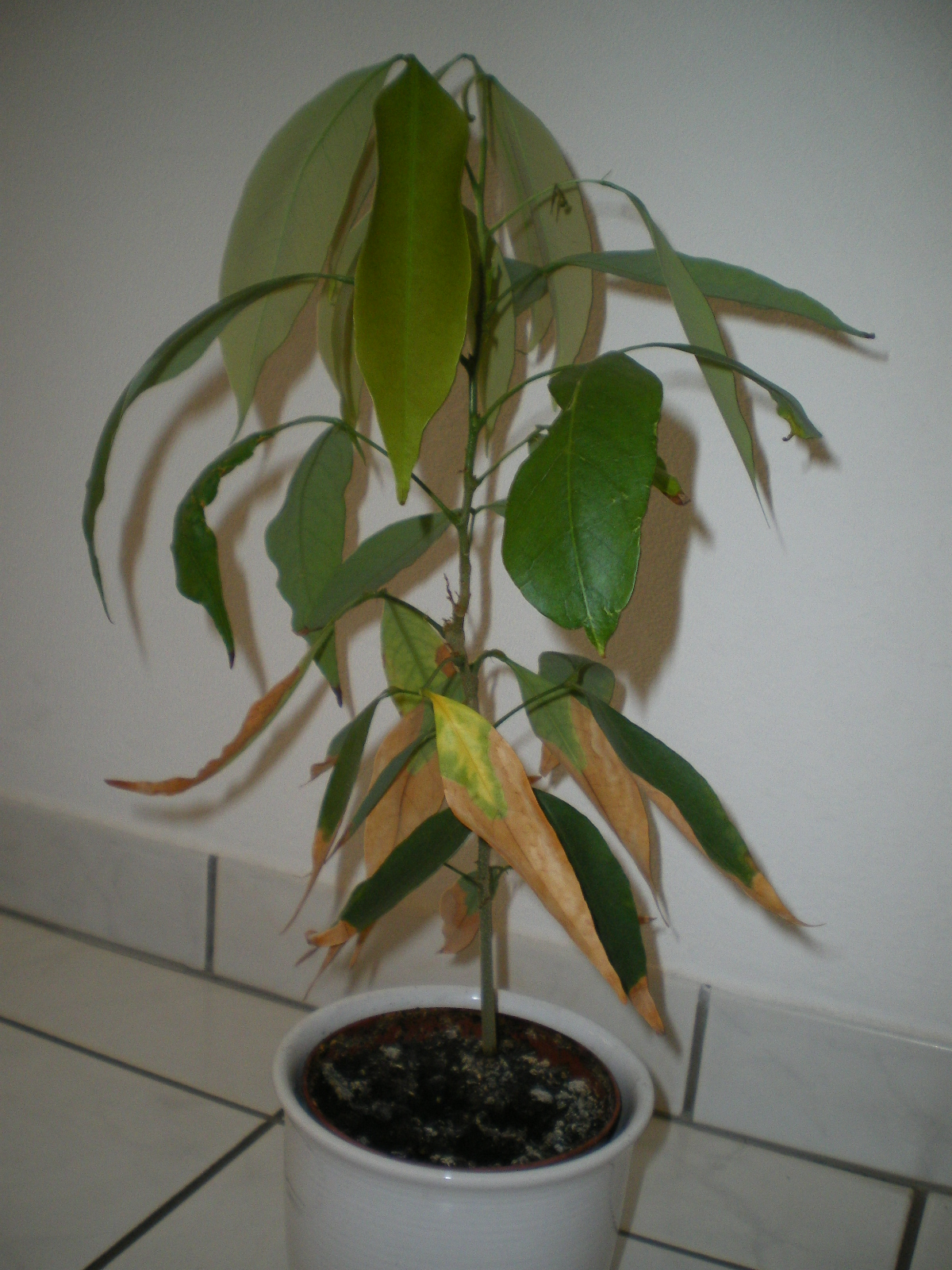
Молодое растение личи в комнатных условиях

## Культивирование
Личжи хорошо растут в субтропическом климате с сухими, относительно прохладными зимами, в более влажном экваториальном климате не плодоносят. Предпочитают хорошо увлажнённые плодородные почвы. Размножают их сеянцами или вегетативно. Растёт дерево медленно, плодоношение наступает у сеянцев на 8—10 год, при вегетативном размножении через 4—6 лет.
В субтропиках урожай собирают в мае—июне. Соплодия срывают целиком, поскольку плоды, собранные по отдельности, быстро портятся.

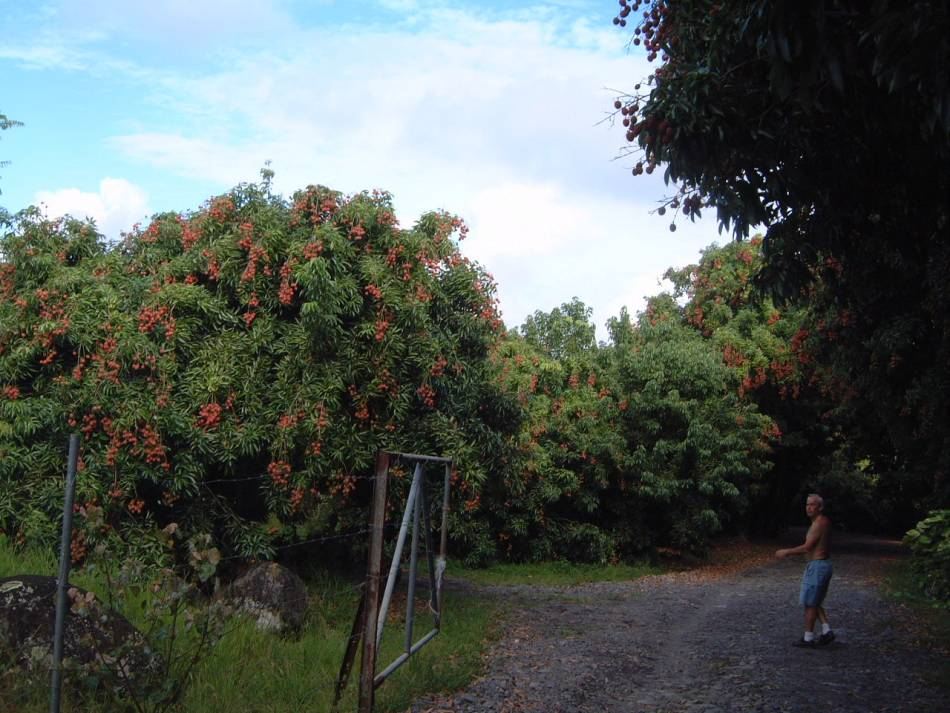
Плантация личжи
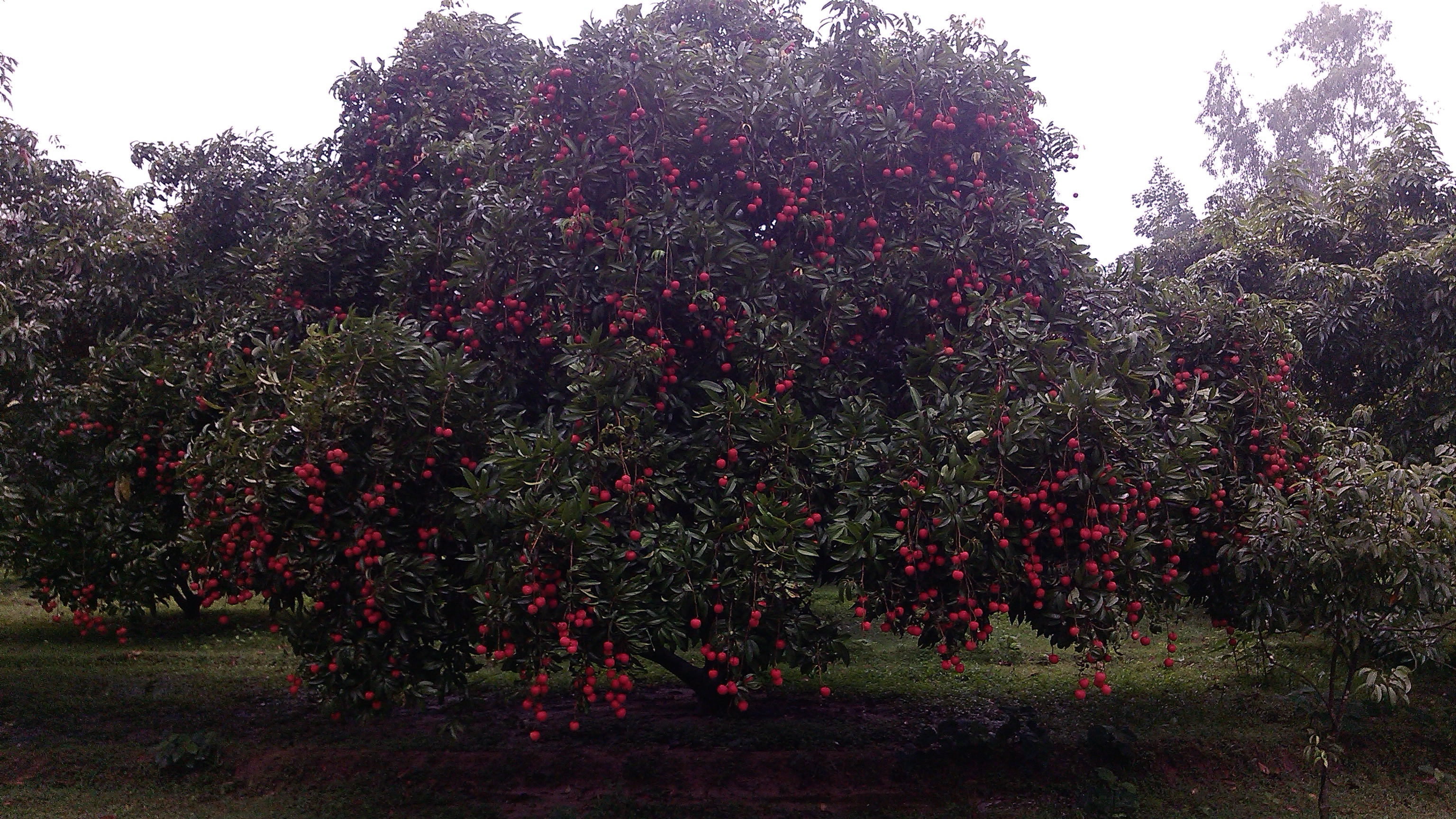
Плодоносящее дерево личжи
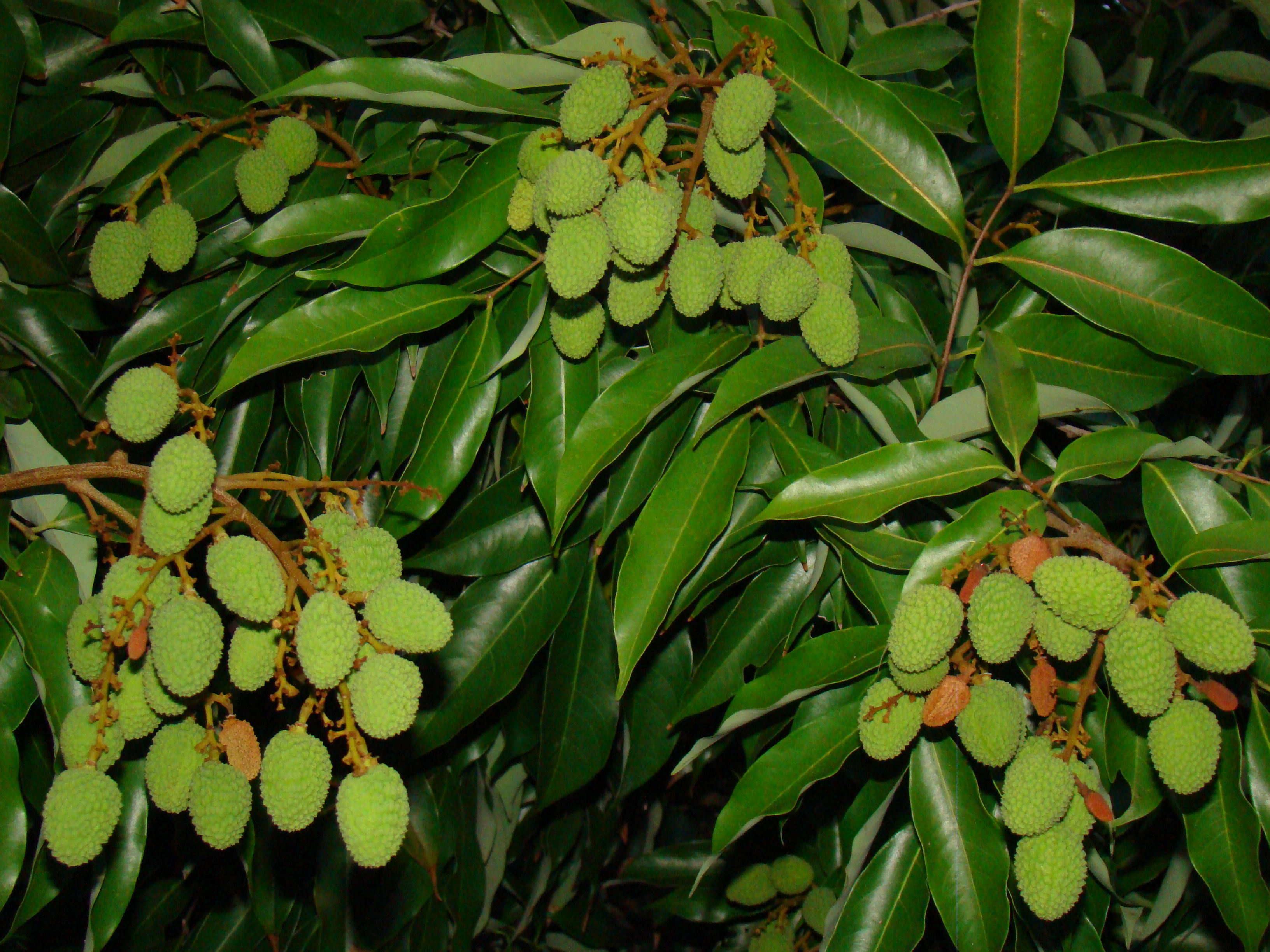
Незрелые плоды личжи
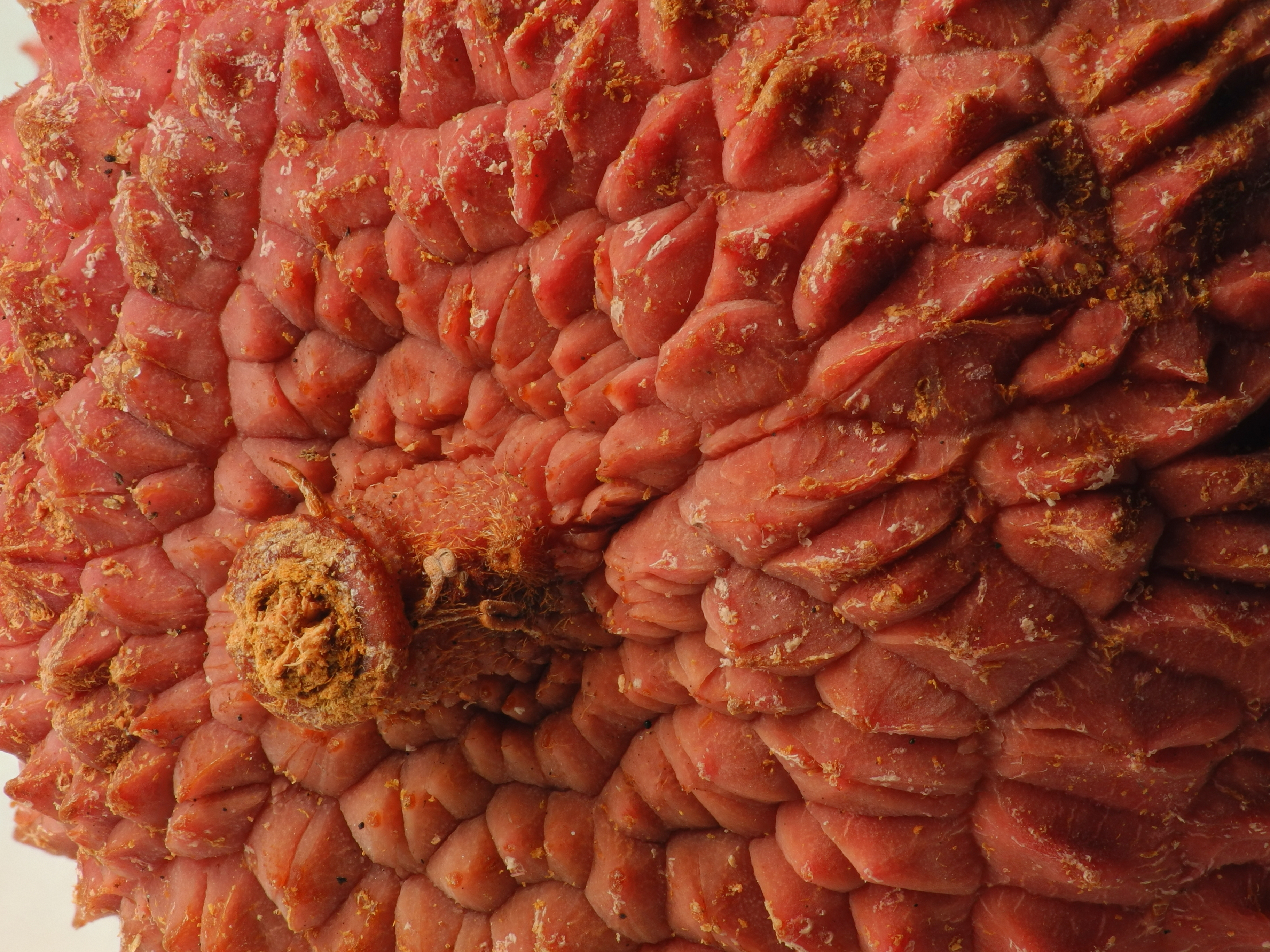
Поверхность плода у плодоножки
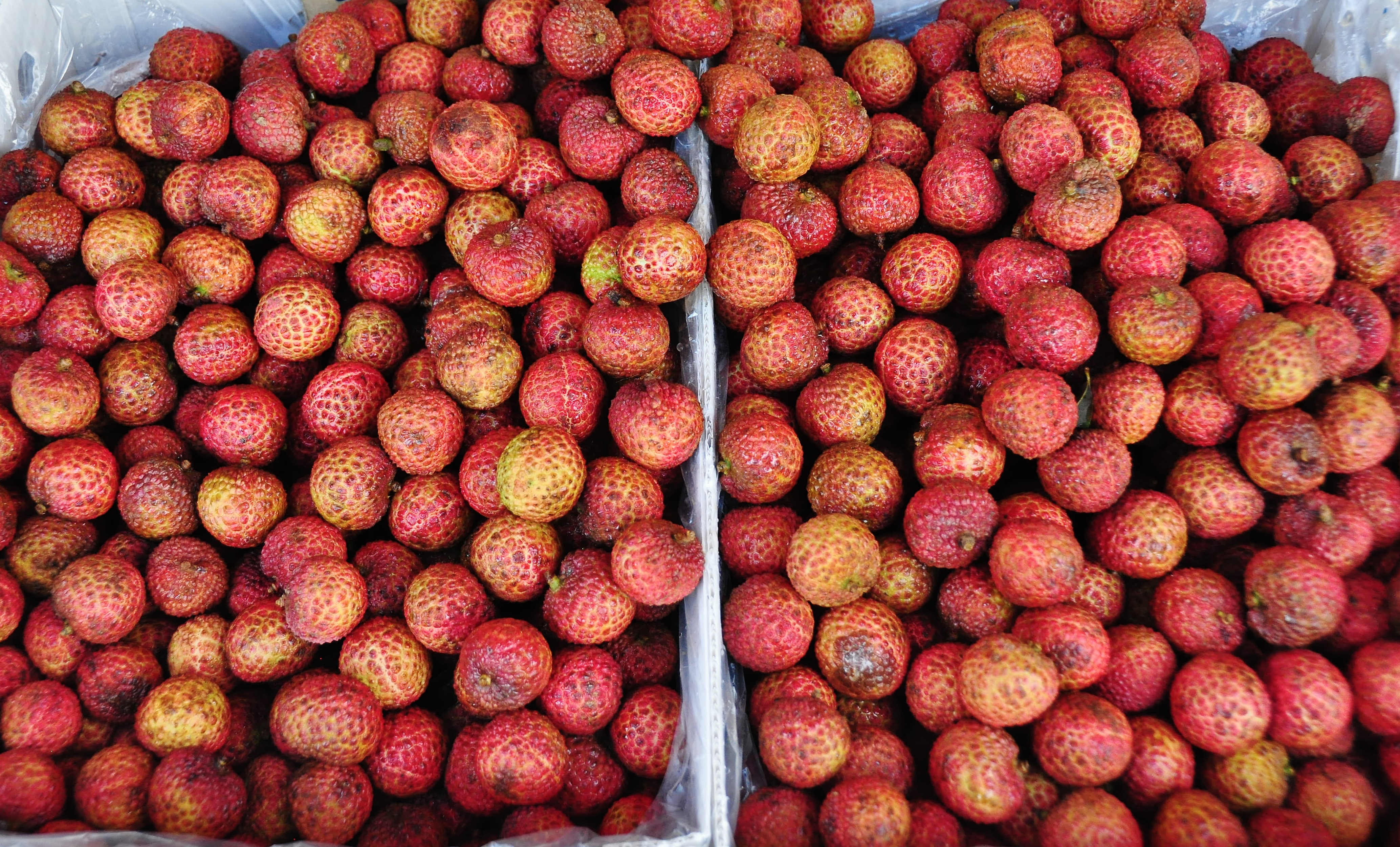
Свежесобранные плоды личжи
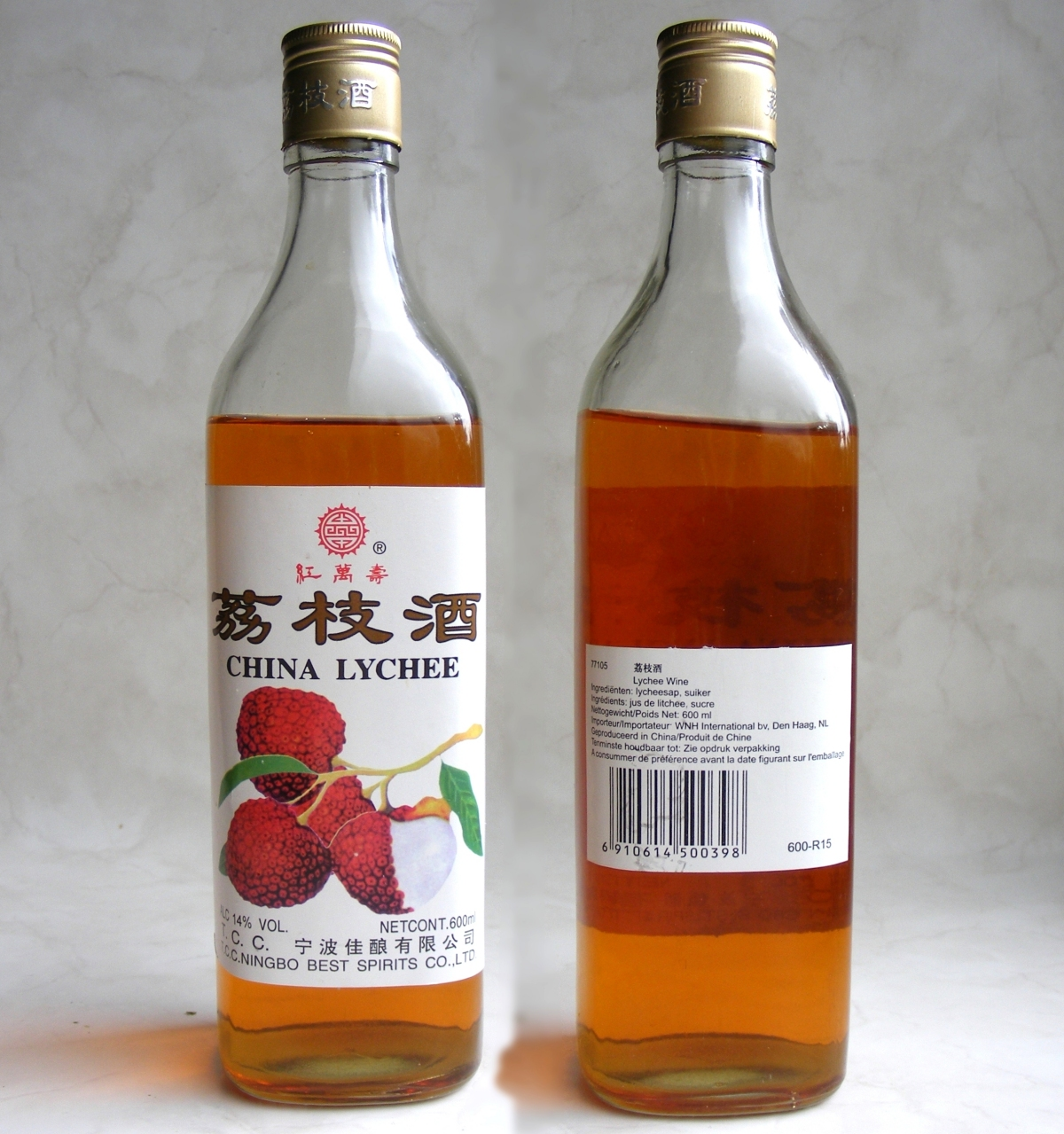
Бутылки вина из личжи (Реюньон)

### Как комнатное растение
Личжи легко проращивается в комнатных условиях, теневыносливо, хорошо ветвится. Почву требует лёгкую, полив средний. В условиях оранжерей плодоносит с 10 лет.

## Отравления
Семена личжи, а также его незрелые плоды содержат гипоглицин и его низший гомолог, α-(метилциклопропил) глицин, который может вызывать гипогликемию, связанную со вспышками энцефалопатии у недоедающих индийских и вьетнамских детей, которые употребляли фрукты личжи.
В 1962 году было обнаружено, что семена личжи содержат метиленециклопропилглицин (MCPG), гомолог гипоглицина А, который вызывал гипогликемию при исследованиях на животных. С конца 1990-х годов во время сезона сбора урожая личжи с мая по июнь имели место вспышки энцефалопатии, поразившие детей в Индии и северном Вьетнаме.